# Begehung (Bauwesen)
Im Bauwesen ist eine Begehung eine Begutachtung der Baustelle meist durch den Bauherren, bzw. dessen Vertreter und den Bauausführenden. Die Begehung dient dem Feststellen des Baufortschrittes und der Klärung von auftretenden Fragestellungen vor Ort; deswegen spricht man verdeutlichend auch von Ortsbegehung. Auch für bestehende Bauwerke kann eine Begehung stattfinden, um Schäden oder andere Probleme zu suchen und Maßnahmen zu diskutieren.